# Jia Tong
Dans ce nom, le nom de famille précède le nom personnel.
Jia Tong est une plongeuse chinoise.
Elle est devenue championne du monde de plongeon synchronisé en 2005 à Montréal et en 2007 à Melbourne.

## Palmarès

### Championnats du monde
- Championnats du monde 2005 à Montréal (Canada) :
  -  Médaille d'or du plongeon synchronisé à 10 m (avec Yuan Pei Lin).
  -  Médaille de bronze du plongeon individuel à 10 m.

- Championnats du monde 2007 à Melbourne (Australie) :
  -  Médaille d'or du plongeon synchronisé à 10 m (avec Chen Ruolin).

### Jeux asiatiques
- Jeux asiatiques de 2006 à Doha (Qatar) :
  -  Médaille d'or au plongeon synchronisé à 10 m (avec Chen Ruolin).